# Abó (lloc històric)
Abó és un conjunt de ruïnes índies de Nou Mèxic que es conserven com a part del Monument Nacional Missions Poble de Salines. Les ruïnes es troben a uns 14 km a l'oest de Mountainair, a 1.859 m sobre el nivell de la mar, i daten del segle xiv. En el seu temps era un important nucli comercial. Hi ha un punt de contacte per als visitants, una sendera de 400 m a través de les ruïnes de la missió, i una sendera de 800 m al voltant de les ruïnes no excavades del poble. El jaciment fou declarat Monument Històric Nacional el 1962.
Abó també és un indret d'interés geològic per l'anomenada Formació Abo, que es compon de formacions de llits de gres roig, exposades al nord-oest de les ruïnes d'Abó.

## Història
Abó era el lloc de la tribu nadiua americana coneguda com a indis pueblo. Els tompiros, parlants del grup kiowa-tano, arribà a uns 1.600 habitants cap a l'any 1641. L'idioma tompiro probablement estava relacionat amb el piro, així com amb el tiwa, que encara ara es parla, als pobles d'Isleta i Sandia a l'oest d'Abó.
Els indis pueblo eren sedentaris i vivien de l'agricultura. La seua regió té més de 1.800 m d'altura, a prop del límit climàtic màxim per al conteu de dacsa. Tenien poca aigua superficial per a reg, la pluja era escassa i esporàdica, i els hiverns freds. Els pobles de tompiros es van fer viables per la proximitat als dipòsits de sal de Salinas i als ramats de bisons de les Grans Planes. Els tompiros eren importants comerciants i mitjancers entre els indis de les planes i els pobles de la vall del riu Bravo gràcies a la sal, la pell i la carn de bisó. També caçaven animals, especialment cérvols i conills, i recol·lectaven aliments silvestres, com ara els pinyons.
Abó sembla tenir el primer registre històric documentat el 1583, quan l'explorador espanyol Antonio de Espejo anotà una visita a un llogaret que es creia que era Abó. L'obra missional espanyola hi començà al 1622, i la construcció de la primera església al 1629. El poble fou abandonat al voltant del 1672, sembla que a causa de la sequera i pels atacs dels apatxes. Els espanyols van registrar que els habitants d'Abó es traslladaren a la vall del riu Bravo, on després es van posar del costat dels espanyols en la rebel·lió dels indis pueblo del 1680.
El lloc d'Abó va ser adquirit per l'estat el 1938, que el va conservar com un lloc històric estatal. El 1981 el va assumir el Servei de Parcs Nacionals com a part del Monument Nacional Gran Quivira, que després canvià de nom, com a Monument Nacional Missió Salinas Pueblo.(3)